# Giovanni Zarrilli
Giovanni Zarrilli (Campobasso, 8 ottobre 1926 – Roma, 26 settembre 1969) è stato un archivista e storico italiano.

## Biografia
Dopo i primi anni vissuti a Campobasso, si trasferì con la famiglia a Napoli, ove studiò presso il liceo classico Antonio Genovesi, conseguendovi la maturità. Nel 1948, a soli 22 anni,  si laureò in Storia e Filosofia presso l’Università degli Studi di Napoli. Sposato con tre figli, morì a 43 anni per una grave malattia.

## Vita professionale
Dopo un breve periodo di insegnamento, il 1º luglio 1952 entrò, vincitore di concorso,  nell’amministrazione degli Archivi di Stato Italiani, come funzionario archivista di Stato. La prima sede di servizio fu l'Archivio di Stato di Siena. In seguito dal febbraio 1954 sino alla prematura scomparsa ricoprì la carica di direttore dell'Archivio di Stato di Campobasso.
Nei suoi non numerosi anni di lavoro svolse una costante attività di studi e di ricerche condotti sia in Italia che all’estero. Fulcro dei suoi interessi la storia molisana in età moderna e contemporanea.
Fu tra i collaboratori del periodico “Rassegna degli Archivi di Stato”, edito dalla Direzione generale degli Archivi di Stato, pubblicando nelle annate XXV(1965)–XXVIII(1968), numerose recensioni di opere relative alle fonti archivistiche e alla storia dell’Abruzzo, del Molise ed in generale del Regno di Napoli.  Negli anni 1962-63 collaborò con vari articoli al periodico “Samnium”. I suoi scritti costituiscono tutt’oggi un caposaldo della storiografia dedicata al Molise.

## Intitolazioni
Sono intitolate a Giovanni Zarrilli la sala di studio dell’Archivio di Stato di Campobasso e quella della sede di Palazzo Dogana dell'Archivio di Stato di Foggia.

## Scritti
- Giovanni Zarrilli, La serie "Napoles" delle "Secretarias provinciales" nell'Archivio di Simancas, documenti miscellanei, Roma, Ministero dell'Interno, 1969.
- I due volumi sono stati riprodotti anastaticamente in un unico volume, Giovanni Zarrilli, Il Molise dal 1789 al 1900, Campobasso, Edizioni del Rinoceronte, 1984.
- Giovanni Zarrilli, Il Molise dal 1860 al 1900. Dagli albori del Risorgimento all'Italia unita, Campobasso, casa molisana del libro editrice, 1967.
- Giovanni Zarrilli, Il Molise dal 1789 al 1860. Dagli albori del Risorgimento all'Italia unita, Campobasso, casa molisana del libro editrice, 1965.
- Giovanni Zarrilli, Le visite di Francesco Alarcon e Danese Casati nel Regno di Napoli, in Samnium, n. 3-4, 1965,  pp. 128-166.
- Giovanni Zarrilli, Il Molise agli inizi del Risorgimento, in Samnium, 3-4, pp. 57-82, luglio-dicembre 1963.
- Giovanni Zarrilli, Le miniere di Roccamandolfi (Documenti di storia molisana tratti dall'Archivio di Simancas), in Samnium, 1963,  pp. 89-97.
- Giovanni Zarrilli, Il Molise nel declino del Regno Borbonico, in Samnium, n. 3-4, luglio-dicembre 1962,  pp. 186-199.